# Glaucocharis simmondsi
Glaucocharis simmondsi là một loài bướm đêm trong họ Crambidae.